# Ui (plant)
De ui (Allium cepa), of tuinui, in Zuid-Nederland en Vlaanderen ook wel ajuin of juin genoemd, en in Noord-Nederland siepel, is een plant uit de narcisfamilie. De ui wordt wereldwijd in de keuken gebruikt als groente en bestaat in allerlei vormen en kleuren. Uien hebben een sterke smaak en geur die verminderen bij verhitting. De ui is een bolgewas en heeft in het algemeen een of meer papierachtige buitenste rokken om een gelaagde kern. 

## Geschiedenis
De herkomst van de plant is onduidelijk, maar waarschijnlijk stamt ze uit Midden-Azië hoewel daar nooit wilde exemplaren zijn aangetroffen. Uit geschriften van rond 3000 v.Chr. blijkt dat de ui voor het eerst in delen van Azië, in Iran en Afghanistan, werd verbouwd. In deze periode werd de ui ook in China en later ook in het oude India verbouwd. Vanuit India is de ui naar Griekenland en Egypte gebracht. In decoraties en hiërogliefen van piramides komt de ui veelvuldig voor. De piramidebouwers kregen uien als rantsoen. Aangenomen werd dat de ui de fysieke kracht bevorderde en ziekten hielp voorkomen. Uien werden ook in graftombes gelegd voor in het volgende leven. Ze waren tegelijkertijd voedsel en medicijn tijdens de reis naar het hiernamaals. Ook zou de schil door de structuur gezien worden als een symbool van eeuwigheid.
Uien werden ook door Grieken en Romeinen gebruikt. Een deel van de markt in Athene werd zelfs 'ta skoroda' genoemd, wat 'de knoflook' betekent en aangeeft dat de handel in Allium deel uitmaakte van het dagelijkse leven. Na de introductie door de Romeinen in Europa werd de ui als groente snel populair. In de 13e eeuw was er in Londen een levendige handel en werden er zelfs geïmporteerde uien verkocht. Vanaf dat moment nam de ui in belang toe, zowel in Europa als daarbuiten.

## Naam
De woorden ui en ajuin zijn eigenlijk dezelfde. Ajuin, zusterwoord van het Engelse onion en het Franse oignon, klonk in Noord-Nederland als "ui-jèn". Woorden op -en zijn meestal meervoud, en zo werd ui-jen voor meervoud gebruikt en ui voor enkelvoud.
Evenals het Duitse "Zwiebel", stamt het Nedersaksische en Friese woord "si(e)pel" voor "ui", af van het Latijnse cepula, het verkleinwoord van cepa (ui), net als de namen voor de ui in het Italiaans, Spaans, Pools, Tsjechisch, Oekraïens, Lets en andere talen.

## Groeiwijze
De ui is een bolgewas en is verwant aan de sint-jansui, prei, bieslook en knoflook. Deze bolgewassen slaan voedsel op in een bol die de winter overleeft en daardoor kunnen ze als eerste planten in de lente boven de grond komen en bloemen vormen en zich voortplanten. Bolgewassen bevatten veel suiker, waardoor ze niet snel doodvriezen en lang zonder voedsel kunnen.
De uienplant groeit uit zaad. In het eerste jaar wordt de bol gevormd, in het tweede jaar gaat de plant bloeien om zich voort te planten.

## Irritatie
Men denkt bij uien vooral aan hun scherpe smaak die ze rauw moeilijk in grote hoeveelheden te eten maakt, maar ze zijn ook erg zoet. Ze hebben een scherpe smaak en geur die onze ogen bij het snijden ervan zelfs tot tranenproductie aanzet. Bij het snijden van uien worden ook cellen stuk gesneden. In een uiencel komen twee gedeelten voor. Eén deel bevat het enzym alliinase, het andere deel zwavelverbindingen. Bij het stukgaan van de cellen worden er sulfeenzuurverbindingen gevormd. Hieruit komt het gas propaanthial-S-oxide vrij. Wanneer dit gas in contact komt met de ogen vormt het met het oogvocht een sulfeenzuurverbinding, dat de zenuweinden in het oog irriteert. Hierdoor gaan de ogen tranen. Overigens is het tranen te voorkomen door uien in de koelkast te bewaren of door ze onder water te schillen. Tussen de uiensoorten komen verschillen in hoeveelheid vrijkomende sulfeenzuurachtige verbindingen voor.

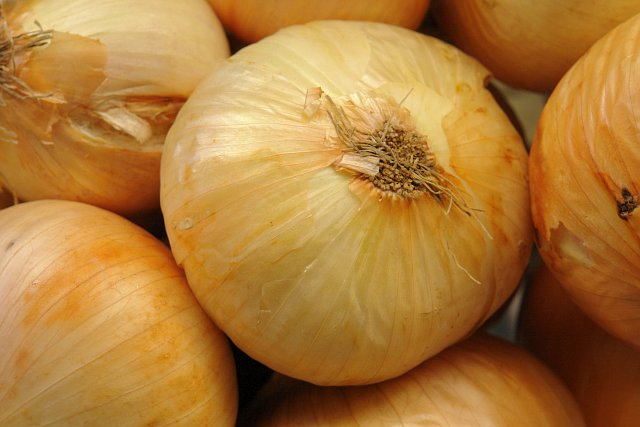
Gele zaaiuien
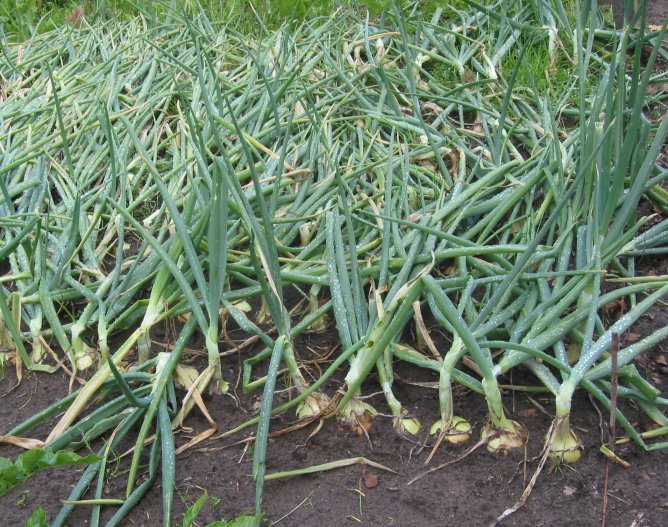
Uienteelt uit plantuitjes
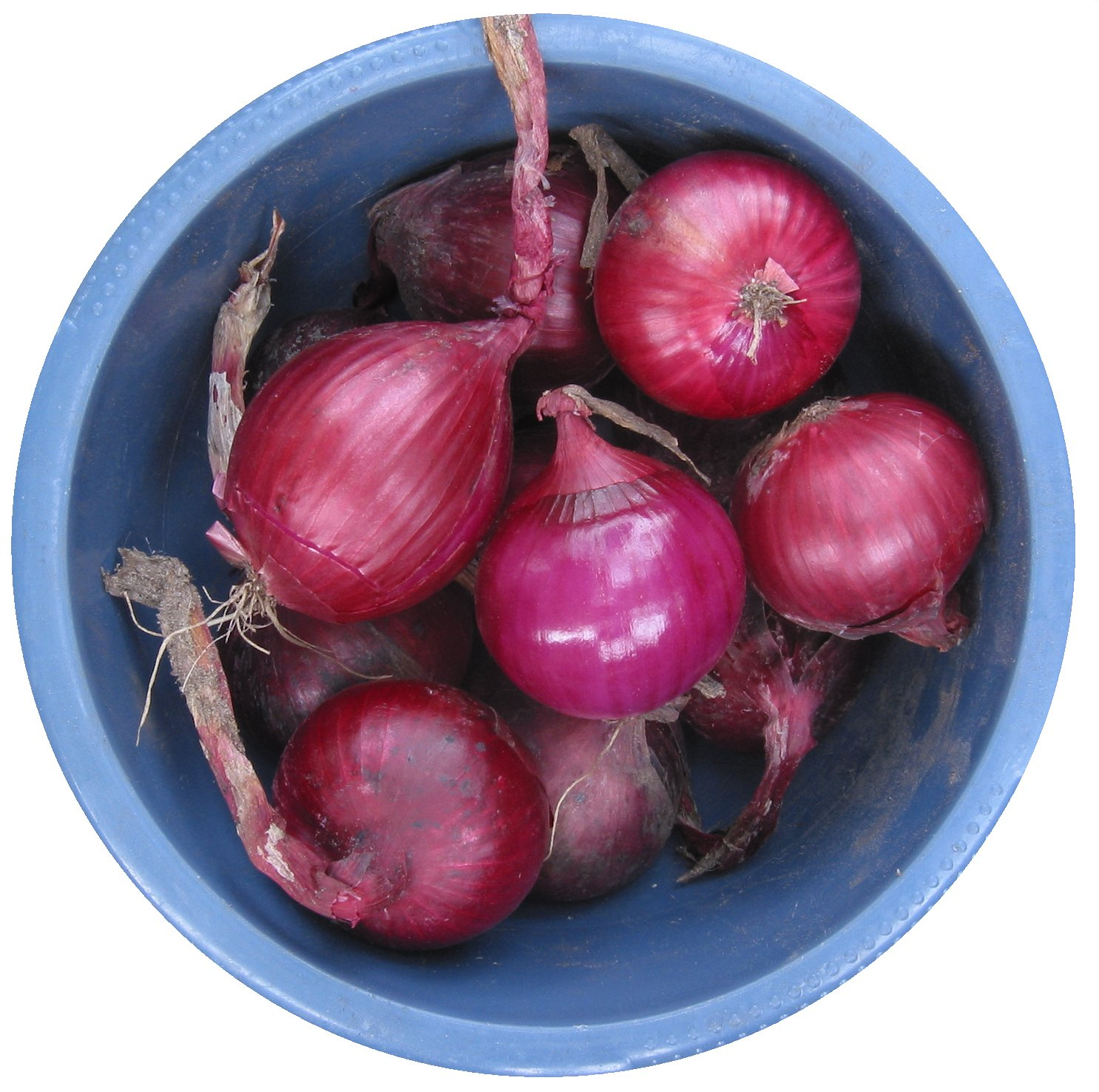
Rode plantuien 2e jaars
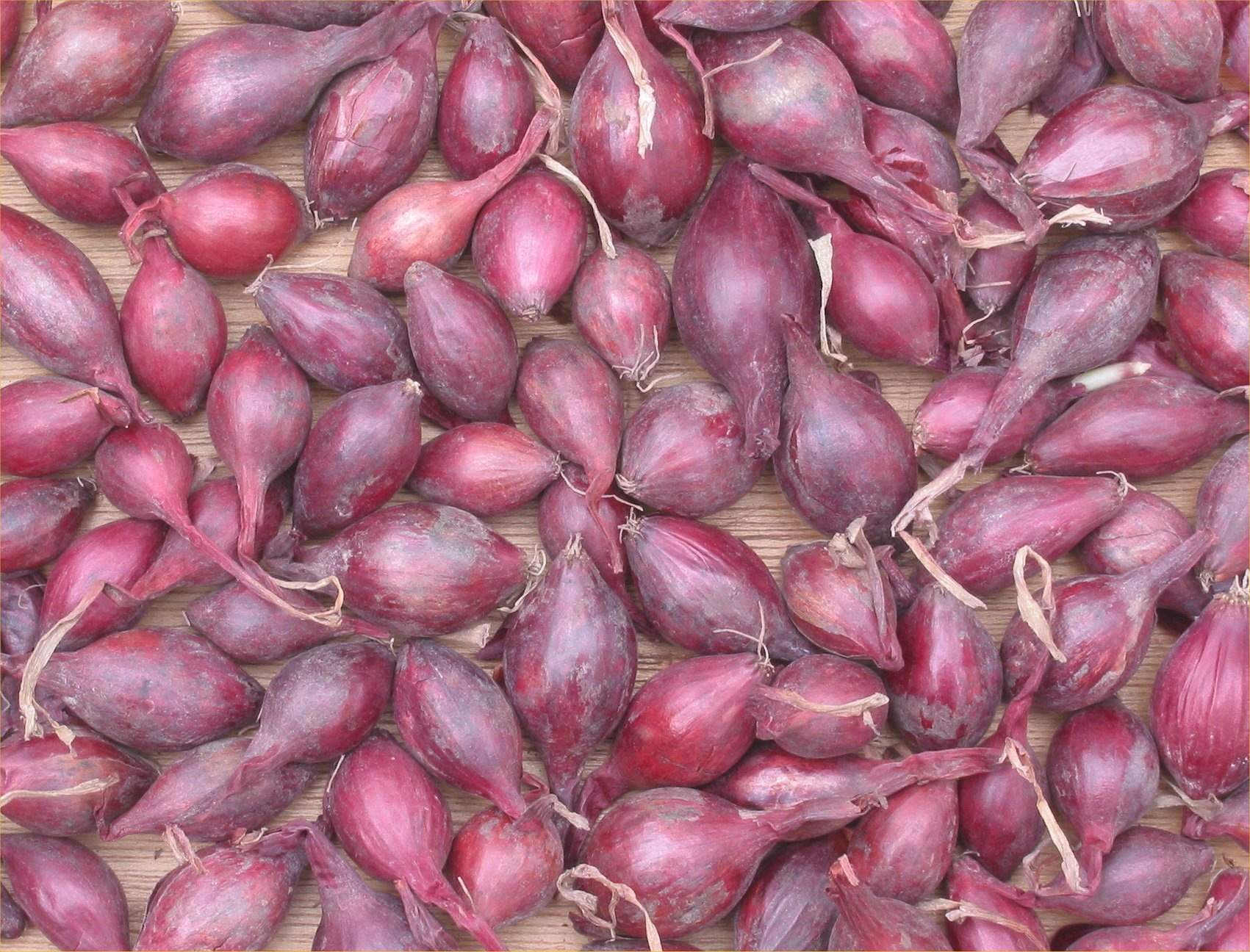
Rode plantuitjes 1ste jaars
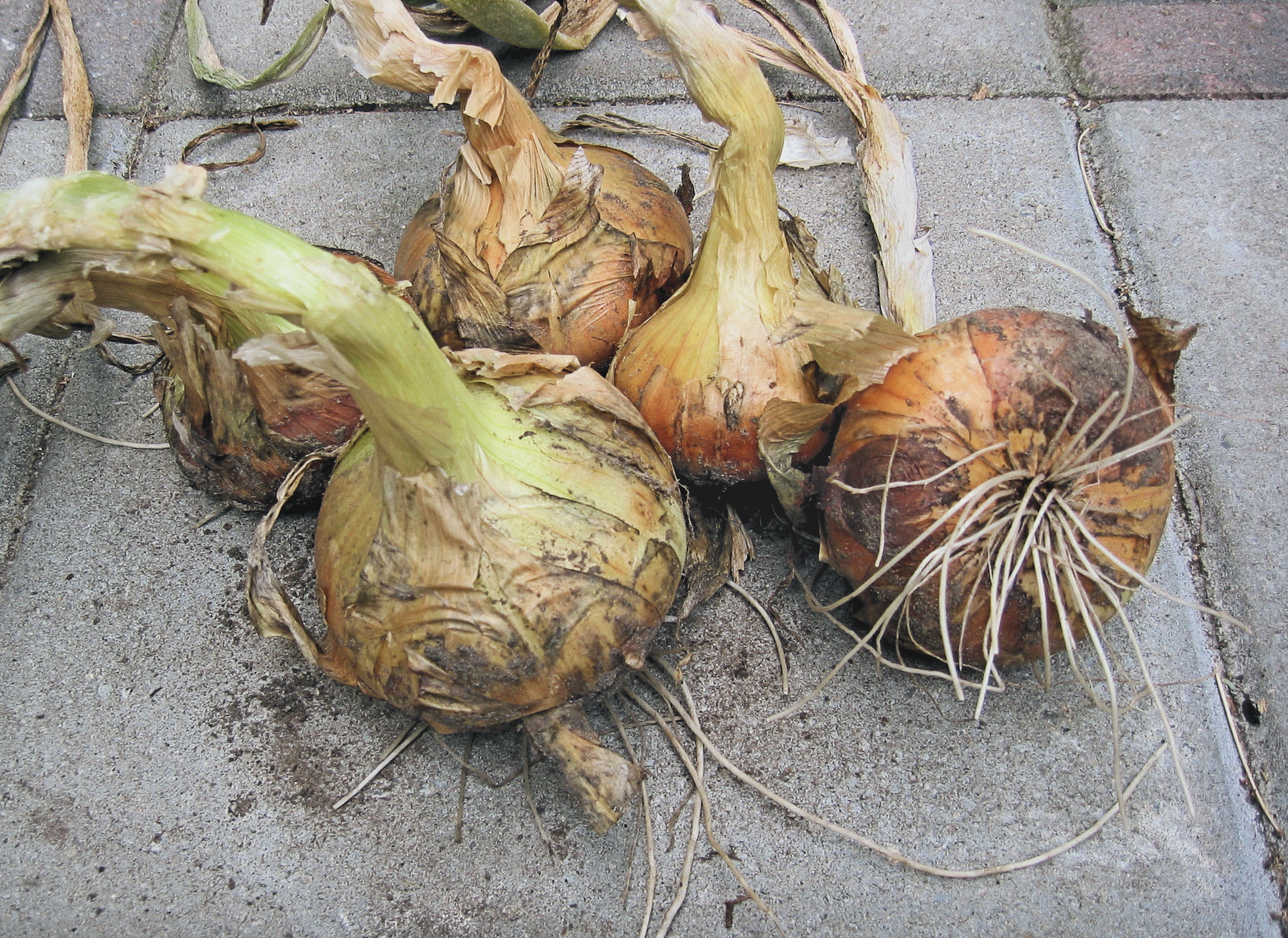
Plantui Stuttgarter Riesen heeft een platte vorm 2e jaars
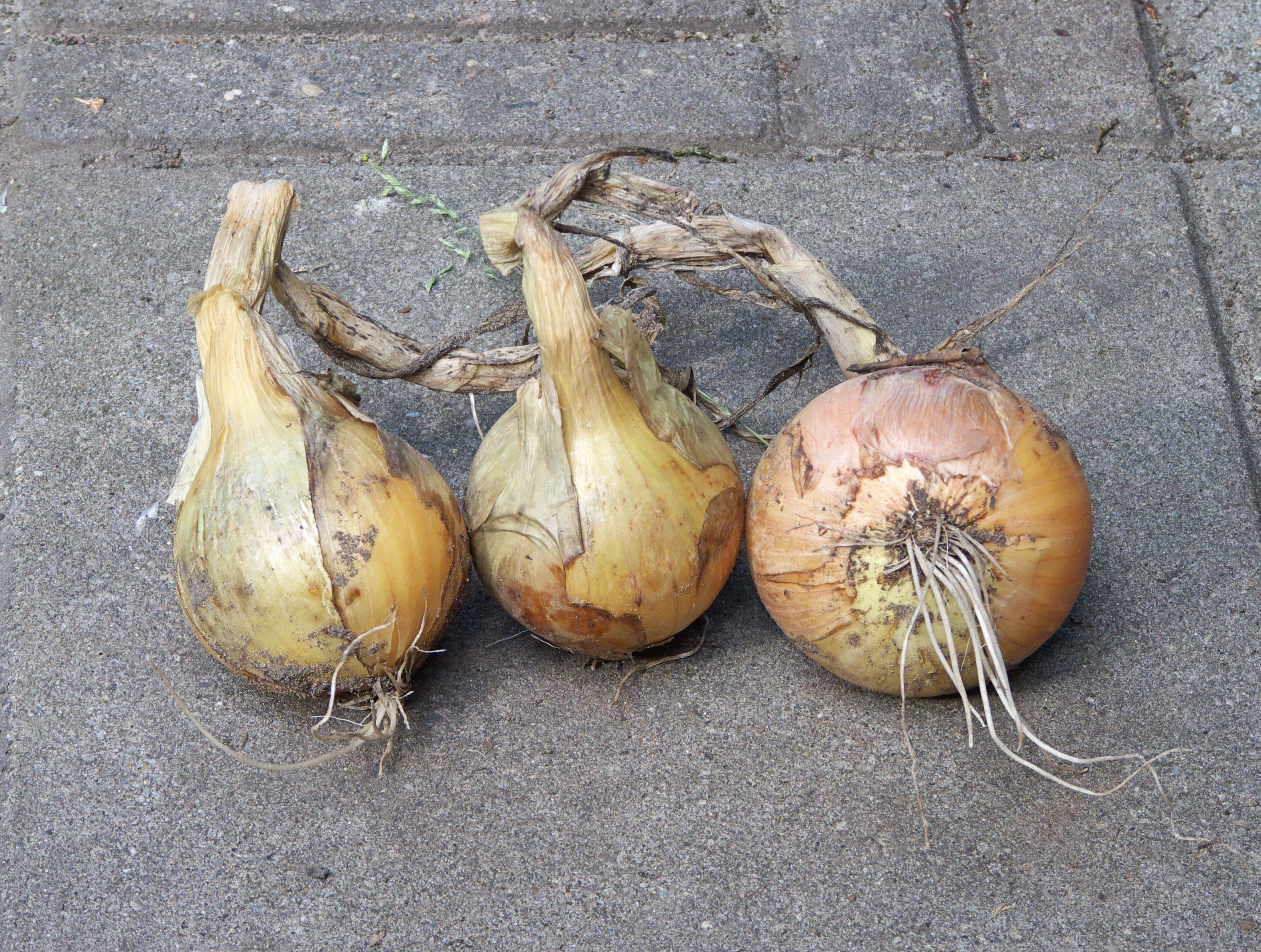
Plantui Centurion heeft een hoogronde vorm 2e jaars
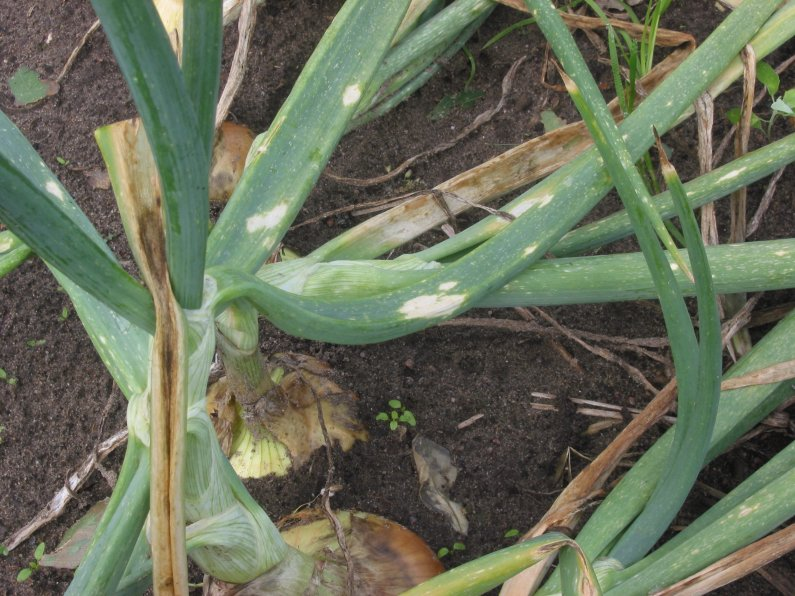
Bladvlekkenziekte op plantui 'Stuttgarter Riesen'
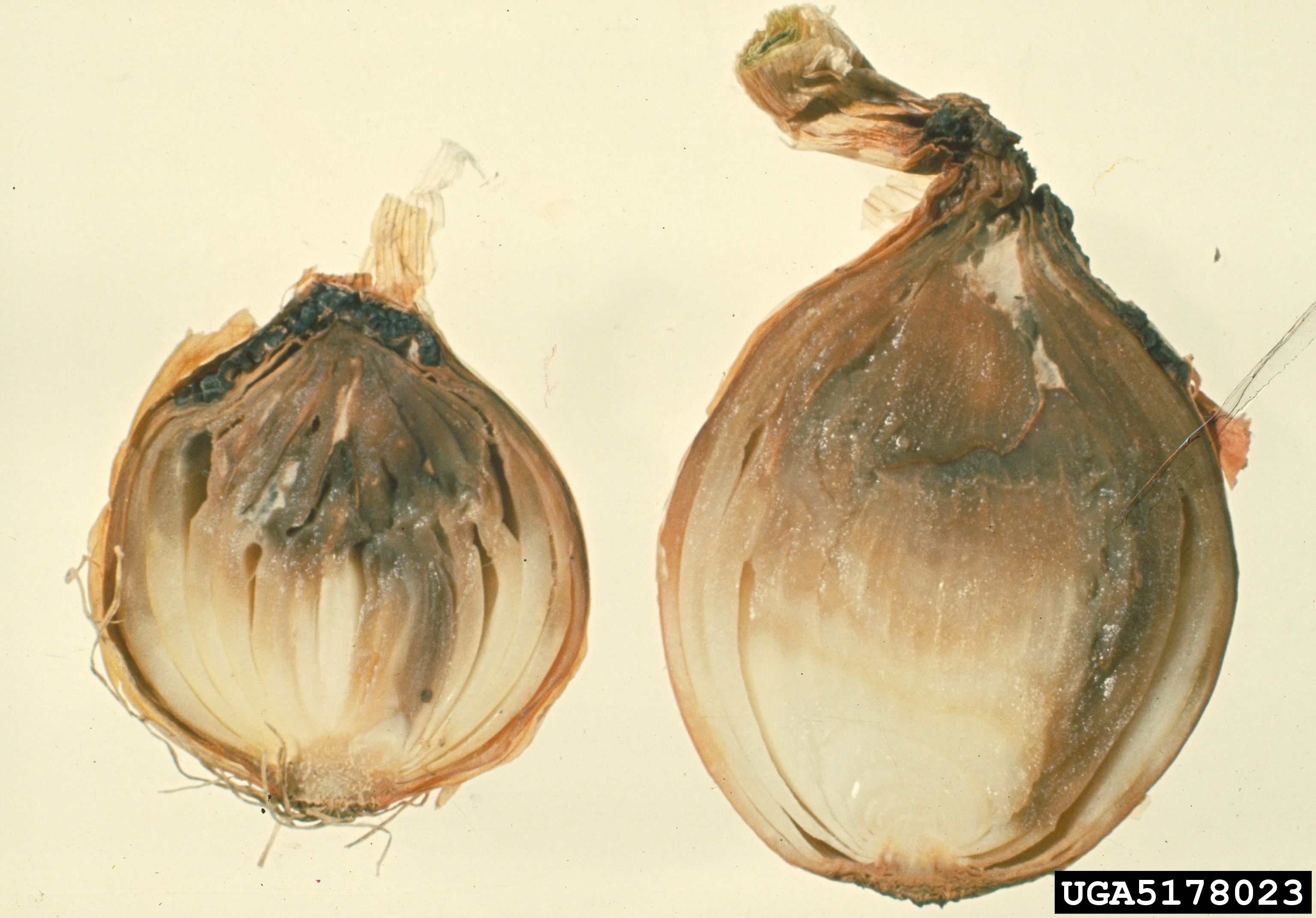
Doorsnede van door koprot aangetaste uien
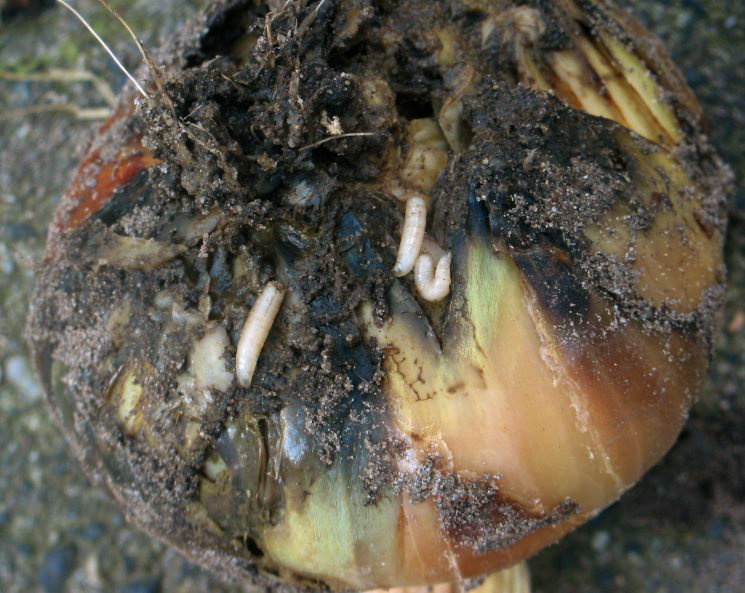
Maden van de uienvlieg op plantui
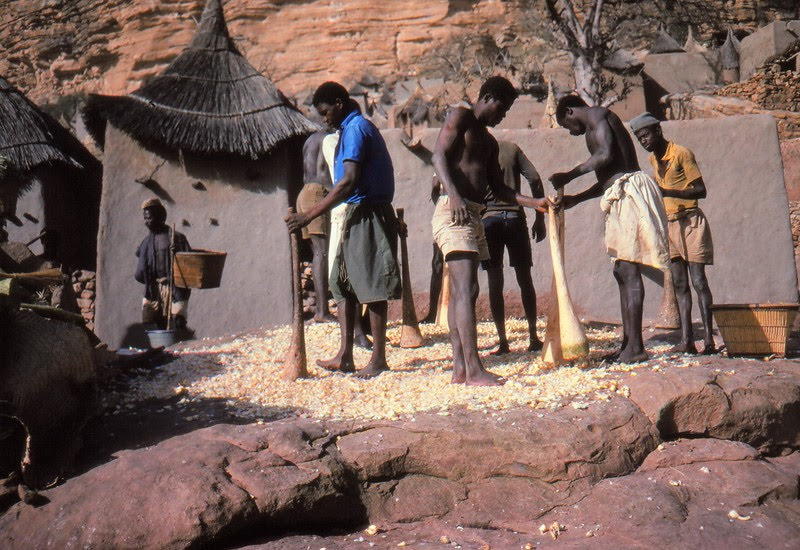
Jongelui stampen uien fijn om er ballen van te maken, Tireli, Mali 1980

## Teelt
Bij de teelt van uien in Nederland en Vlaanderen zijn de volgende teeltwijzen te onderscheiden: zaaiuien, winteruien, picklers, eerstejaars plantuien, tweedejaars plantuien en zilveruien.
- zaaiuien - De teelt van zaaiuien gebeurt op akkerbouwbedrijven en vindt voornamelijk plaats in Noord-Groningen, Noord-Friesland, Zeeland, Flevoland, Zuid-Holland en Noord-Holland. Ze worden vanaf de tweede helft van maart tot de eerste helft van april gezaaid. De oogst vindt afhankelijk van het ras plaats in augustus of september. De laat geoogste uien worden meestal bewaard. De buitenste rok droogt in tot een droge, strogele huid, die de bol tijdens de bewaring beschermt. Op beperkte schaal worden er ook rode uien geteeld.
- winteruien - De teelt van winteruien is van geringe betekenis. Hiervoor worden vroegrijpe Japanse rassen gebruikt. Vroeger werd hiervoor de Zwijndrechtse pootui gebruikt, maar de Japanse rassen zijn drie tot vijf weken eerder oogstbaar. De uitzaai is omstreeks 25 augustus en de oogst begint in de tweede helft van juni.
- picklers - De teelt van picklers komt overeen met die van zaaiuien, maar er wordt door dikker zaaien (30–35 kg/ha) een kleinere ui (28–35 mm doorsnede) geoogst. Picklers worden overwegend voor de conservenindustrie geteeld.
- eerstejaars plantuien - Dit zijn kleine uitjes van 8–21 mm doorsnede, die na bewaring gedurende winter in het daarop volgende jaar worden uitgeplant voor de teelt van plantuien.
- plantuien of tweedejaarsuien - Deze worden geteeld uit eerstejaarsplantuien en in februari of maart uitgeplant. Geoogst wordt vanaf begin juli tot half augustus.
- zilveruien - Zowel de teelt als de verwerking van zilveruien tot tafelzuren vindt plaats door gespecialiseerde bedrijven. Zilveruien zijn witte uien in tegenstelling tot de andere uien die geel, rood, wit of oranje zijn.

## Toepassingen
De ui heeft, in zowel positief als negatief opzicht, altijd veel aandacht gekregen. Hij speelde een belangrijke rol in de folklore, literatuur en schilderkunst en werd niet zelden symbolisch of geneeskrachtig gewaardeerd. Uien zijn niet alleen een groente, maar ook een smaakmaker, net als prei, wortel en selderieknol. Ook worden gedroogde, gebakken uitjes gebruikt (bawang goreng). Meestal worden hier Spaanse uien voor gebruikt, omdat die een hoger drogestofgehalte hebben.
In de boeddhistische keuken worden uien vermeden, vanwege de geur en de vermeende lustopwekkende werking.
Om er na het groeiseizoen voor te zorgen dat uien lang bewaard kunnen worden, alvorens ze worden geconsumeerd, moet vermeden worden dat ze gaan spruiten. Dit wordt bereikt door ze net voor de oogst te besproeien met een kiemdodingsmiddel, bijvoorbeeld maleïnehydrazide. Vooral voor de export is dit van groot belang. Nederland is de grootste uienexporteur ter wereld en levert aan 120 landen in alle werelddelen.

## Ziekten en beschadigingen

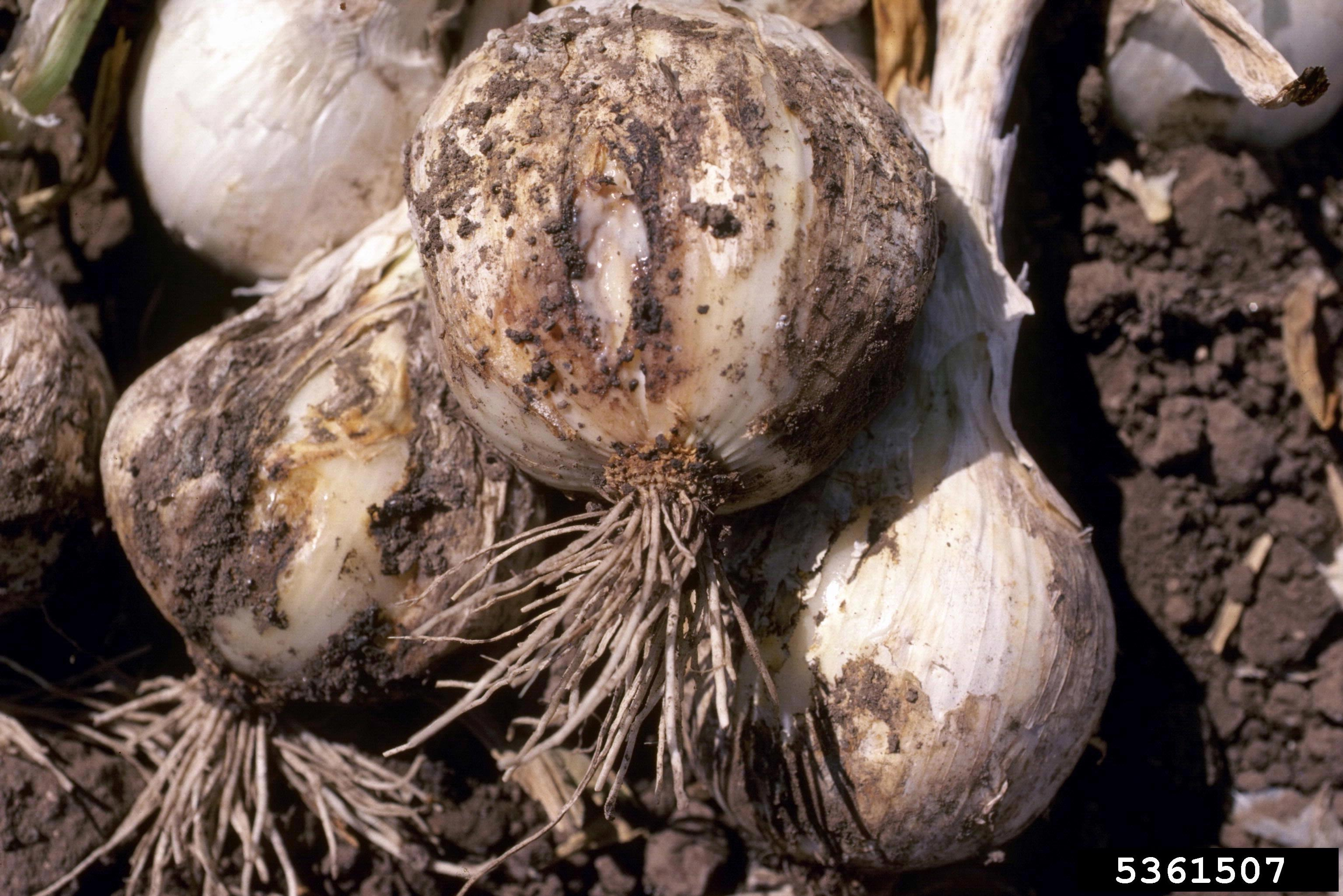
Aantasting door het stengelaaltje

De belangrijkste schimmelziekten zijn koprot, Botrytis aclada, en Botrytis-bladvlekkenziekte, Botrytis squamosa. Vooral bladvlekkenziekte kan het loof zo ernstig aantasten dat de opbrengst en de kwaliteit sterk achteruitgaan. Verder kunnen in de grond aanwezige aaltjes en besmetting van de grond met sclerotiën van witrot, Sclerotium cepivorum, een ernstige bedreiging voor het gewas vormen.
Ui kan ook aangetast worden door de maden van de uienvlieg. Deze vlieg legt haar eieren bij de voet van de groeiende ui.

## Inhoudsstoffen
100 gram verse (rauwe) uien:
| Energetische waarde | 197 kJ   |
| Koolhydraten        | 10 gram  |
| Eiwit               | 1 gram   |
| Vet                 | 0,3 gram |
| Vitamine C          | 10 mg    |
| Vitamine B1         | 0,03 mg  |
| Vitamine B2         | 0,02 mg  |
| Calcium             | 30 mg    |
| IJzer               | 0,5 mg   |

## Trivia
- Ajuin wordt ook wel als scheldwoord gebruikt. Het heeft dan de betekenis van een dom persoon, zoals "uil" of "ezel".
- De inwoners van de Oost-Vlaamse stad Aalst krijgen de bijnaam ajuinen of ajoinen. Deze naam werd de Aalstenaars lang geleden toegekend, omdat in deze streken vroeger heel grote ajuinmarkten aanwezig waren. De Aalstenaars nemen grote trots in hun bijnaam zoals vaak kan worden gezien op Carnaval Aalst.
- Uien is een geuzennaam voor inwoners uit het Zuid-Hollands gelegen dorp Rijnsburg
- De Gouden Ui was van 2005 tot 2007 de jaarlijkse filmprijs voor de slechtste Nederlandse film, acteur, actrice en regisseur van het jaar.